# Messestadt Riem

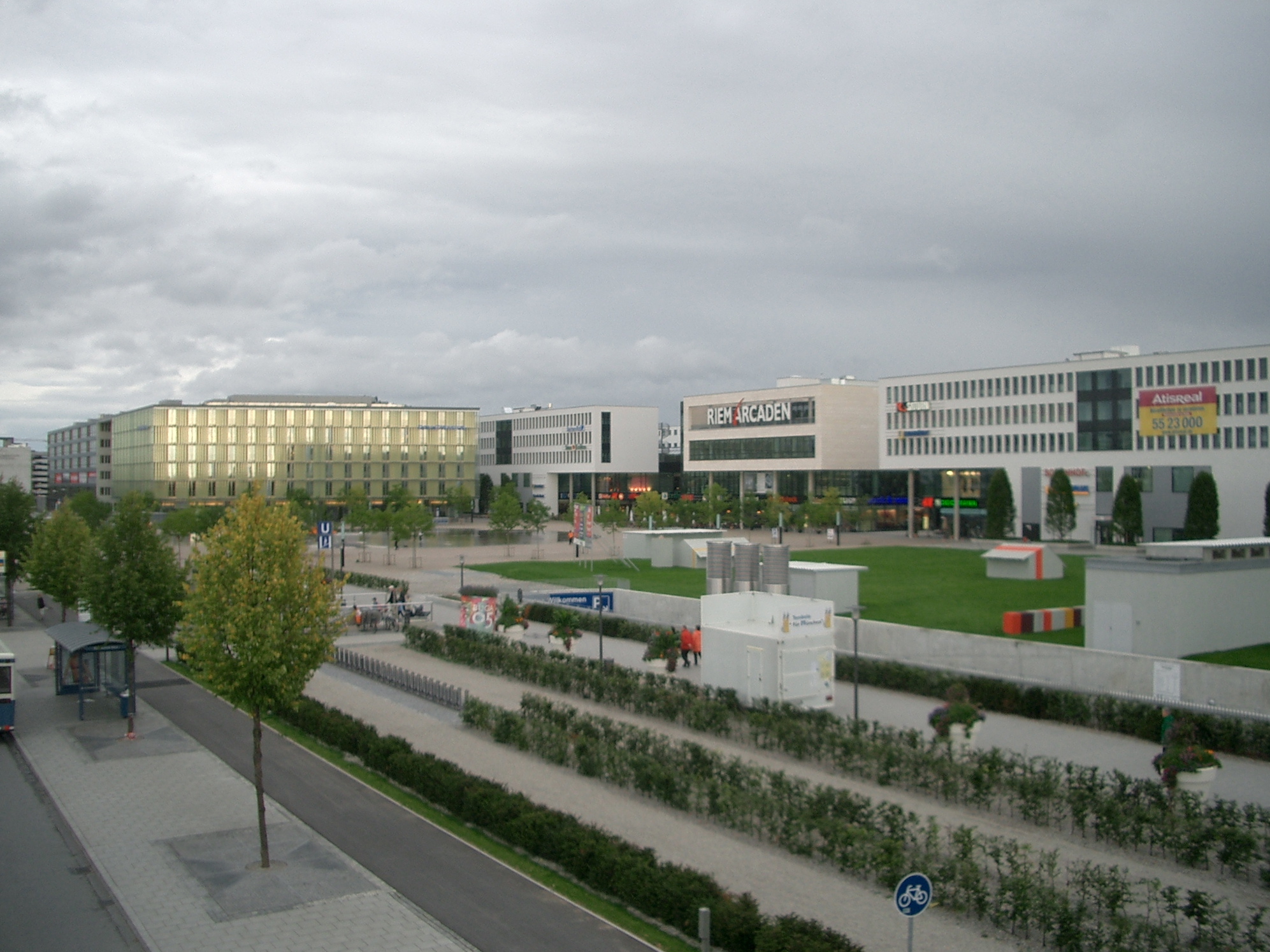
Willy-Brandt-Platz

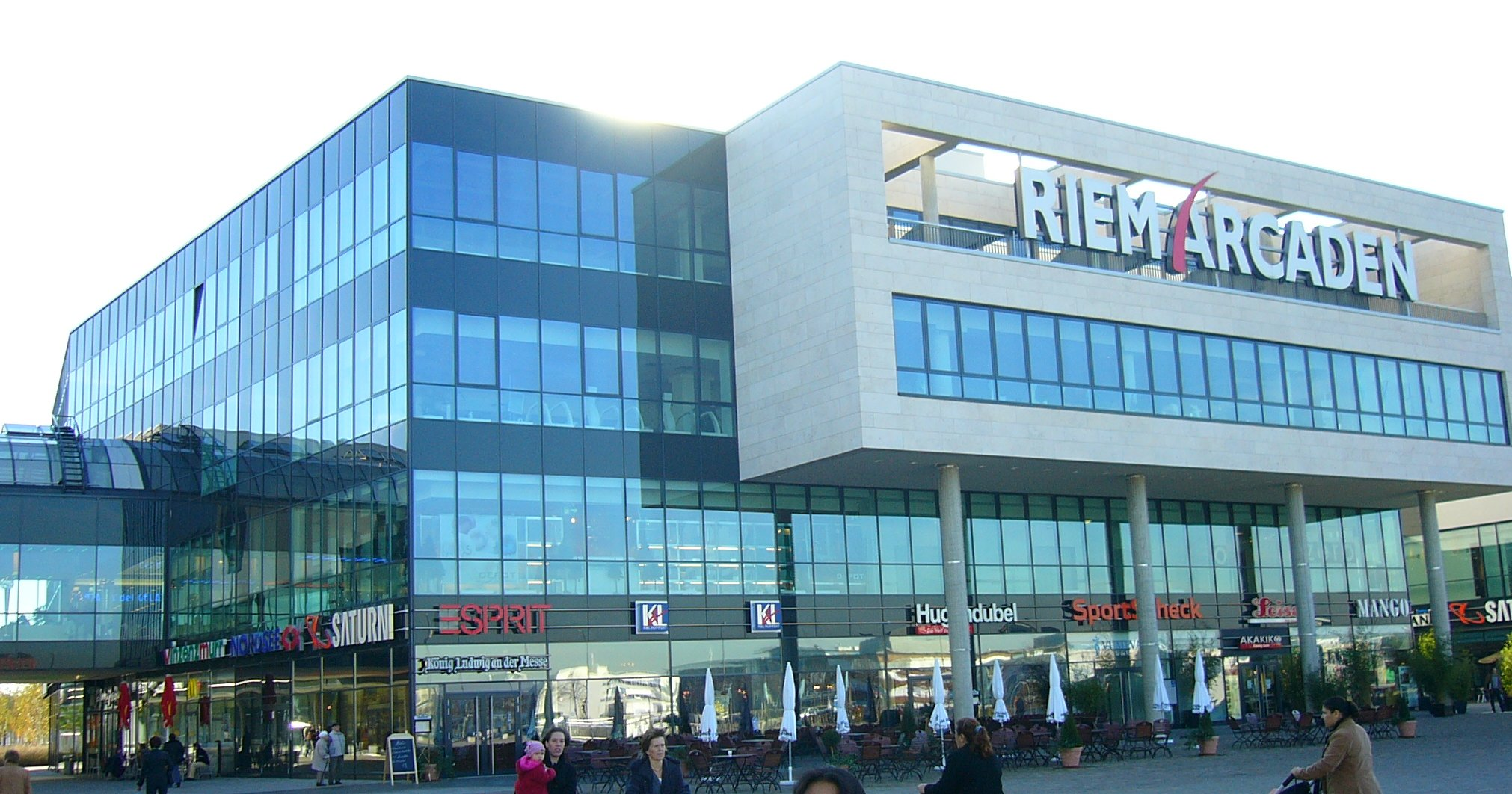
Einkaufszentrum Riem Arcaden

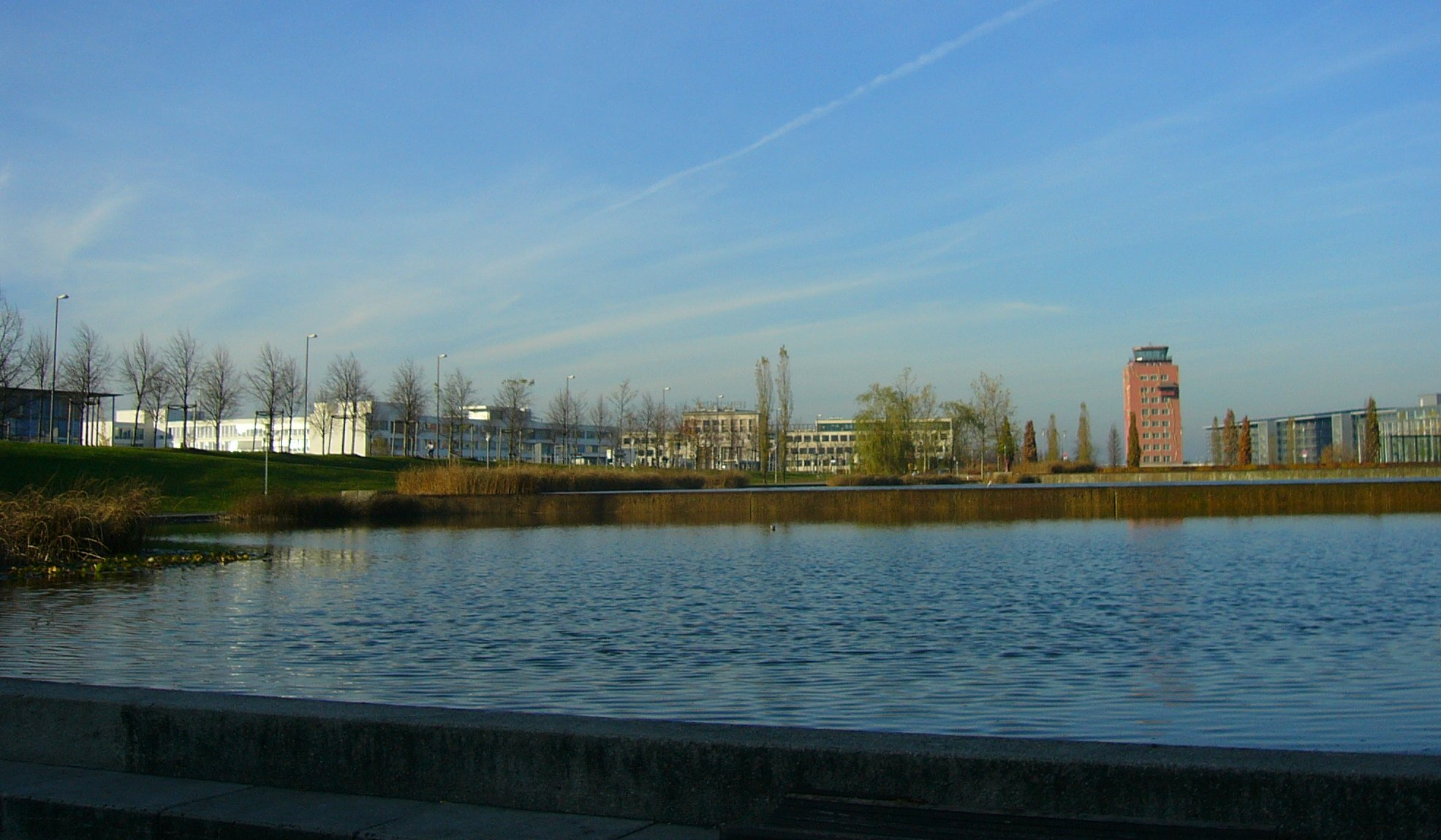
Messesee mit dem ehemaligen Flughafentower und der ehemaligen Ankunftshalle

Die Messestadt Riem ist ein Stadtviertel im Osten Münchens. Die Messestadt Riem, Teil des Stadtbezirks 15 Trudering-Riem, befindet sich komplett auf dem Gelände des 1992 stillgelegten Flughafens München-Riem und beherbergt heute neben einem Wohnviertel für 16.000 Menschen zahlreiche Bürogebäude sowie die Neue Messe München und das Einkaufszentrum Riem Arcaden.

## Geschichte
Die Messestadt Riem ist nach Freiham der zweitjüngste Stadtteil Münchens. Nachdem der Flugbetrieb 1992 zum neuen Flughafen Franz-Josef-Strauß verlegt worden war, konnten in den Folgejahren die alten Flughafengebäude in Riem abgebrochen und ab Mitte der 1990er Jahre mit dem Bau der Neuen Messe München und der entsprechenden U-Bahn-Anbindung begonnen werden. Die MRG Münchner Raumentwicklungsgesellschaft mbH nahm für die Realisierung des Projekts Messestadt Riem am 1. August 1994 ihre Tätigkeit als privatrechtlicher Träger auf.
Erhalten haben sich von den nun denkmalgeschützten Flughafengebäuden die Empfangshalle (Wappenhalle) und der 35 m hohe Tower des ehemaligen Münchener Flughafens.
1998 konnte die Messe endlich aus ihren zu eng gewordenen Messehallen auf der Theresienhöhe in den großzügigen Neubau in der Messestadt umziehen. Zahlreiche Firmen siedelten sich ebenfalls auf dem ehemaligen Flughafengelände an.
Unmittelbar westlich des Eingangs West wurde der Messesee angelegt, der 390 m lang (Nord-Süd) und 46 bis 94 m breit (Ost-West) ist, bei einer Wasserfläche von 2,6 ha. Er wird in der Mitte durch eine Brücke der Joseph-Wild-Straße überspannt, die an ihrer Ostseite am Messe-Eingang West endet. Der See ist begrenzt durch die Olof-Palme-Straße (West), Am Messesee (Ost) und durch die Willy-Brandt-Allee (Süd).
Im südlichen Teil des ehemaligen Flughafens ist ein Neubaugebiet mit Miet- und Eigentumswohnungen am Stadtrand entstanden. Mit den Riem Arcaden befindet sich dort auch ein Einkaufszentrum. Auf Grund von zahlreichen verkehrsberuhigten Zonen, vielen Kindergärten sowie drei Grundschulen ist die Messestadt ein geeigneter Wohnort für junge Familien.
Seit 1998 gibt es hier die ersten Projekte für Autofreies Wohnen in München.
Das erste Mehrfamilien-Passivhaus und das erste Mehrfamilien-Nullenergiehaus Münchens sind hier entstanden.
Der Sportclub der Messestadt, SC Arcadia Messestadt München e. V., wurde im November 2006 gegründet und ist im Osten der Messestadt zu Hause.
Mit Beginn des Schuljahres 2024/25 wurde der Bildungscampus Messestadt Riem in Betrieb genommen, der Platz für bis zu 2400 Schüler bietet.

## Riemer Park

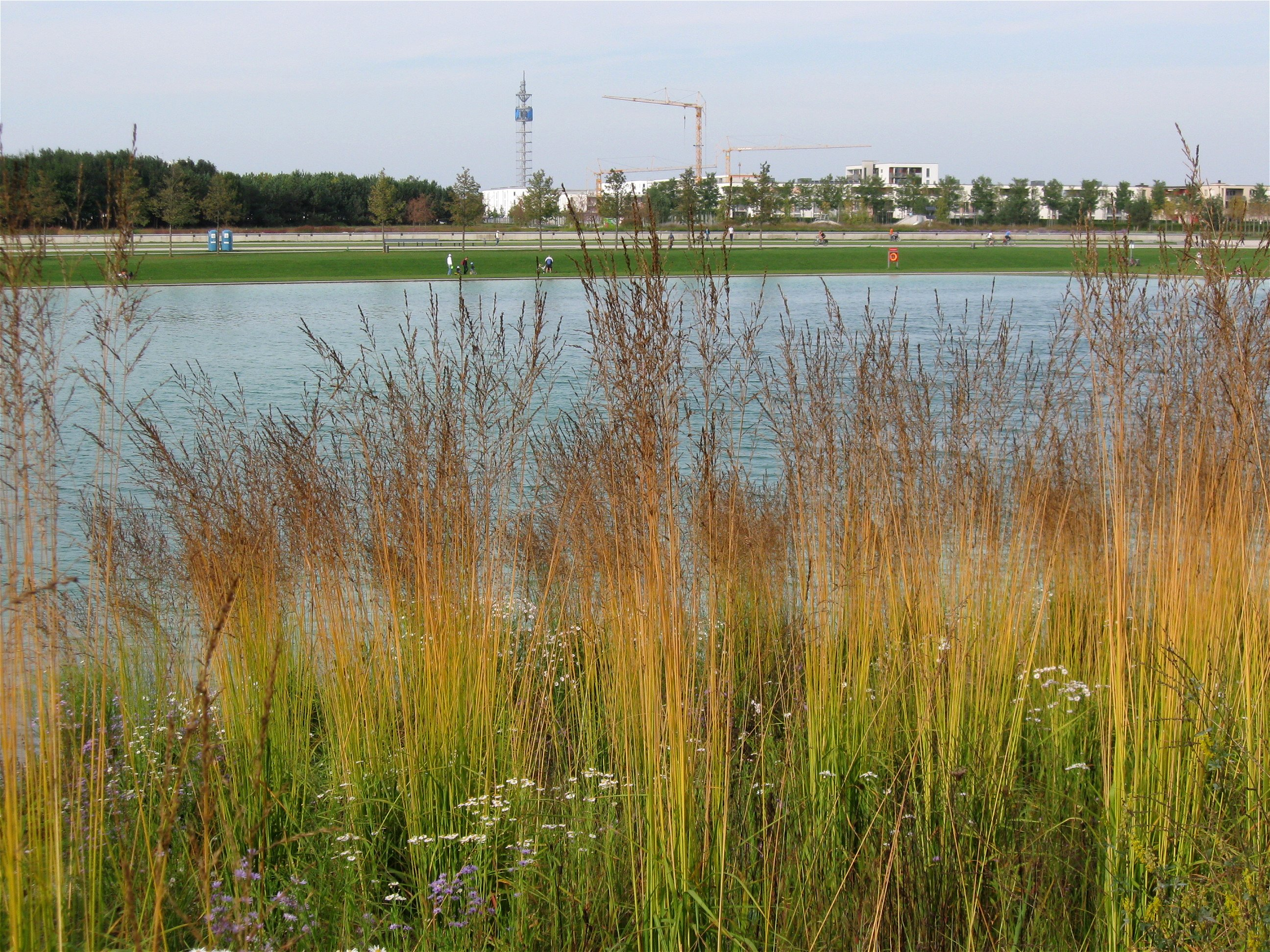
Riemer See

Südlich des Wohngebietes befindet sich der Riemer Park. Im Jahre 2005 fand hier die Bundesgartenschau statt, nachdem München den entsprechenden Wettbewerb im Jahr 2000 gewonnen hatte. Zu diesem Zweck wurde seit 2002 ein großer Landschaftspark errichtet. Hierfür stellte die MRG Münchner Raumentwicklungsgesellschaft mbH den Riemer Park, den Badesee, die Rodelhügel und alle dauerhaften Teile der Bundesgartenschau her. Nach der Bundesgartenschau wurde dieser als Riemer Park und drittgrößte Parkanlage der Landeshauptstadt München der Öffentlichkeit als Erholungsgebiet übergeben. Im Park liegt ein 20 Meter hoher Hügel.
Mit großem Aufwand wurde im Zentrum des Parks ein See angelegt, der unter dem Namen Buga-See bekannt wurde (offiziell Riemer See). Der See ist von Osten nach Westen 800 m lang, 150 m breit, 10 ha groß, bis zu 18 m tief und enthält 100.000 m3 Wasser. Es handelt sich um einen gehobenen Grundwassersee, der auch zum Baden genutzt werden kann. Weil der Wasserspiegel in dem Gelände zu niedrig liegt und überdies saisonal stark schwankt, wurde für den See eine Betonwanne angelegt, in die drei Pumpen konstant jeweils 40 Liter Wasser pro Sekunde pumpen. Damit sich das fließende Grundwasser an der Betonwand des Sees nicht staut und Keller in Wohngebäuden unter Wasser setzt, wurde u. a. ein Abflussrohr unter dem See verlegt. Am Ostufer befindet sich ein Badestrand, während am Westufer, wo eine Fußgängerbrücke über den See führt, eine Verlandungszone mit Wasserpflanzen angelegt wurde. Unmittelbar vor dem Westufer finden sich zwei weitere, seichte Verlandungsbecken mit Wasserpflanzen, die nur 1100 bzw. 800 m² groß sind.

## Kirchen

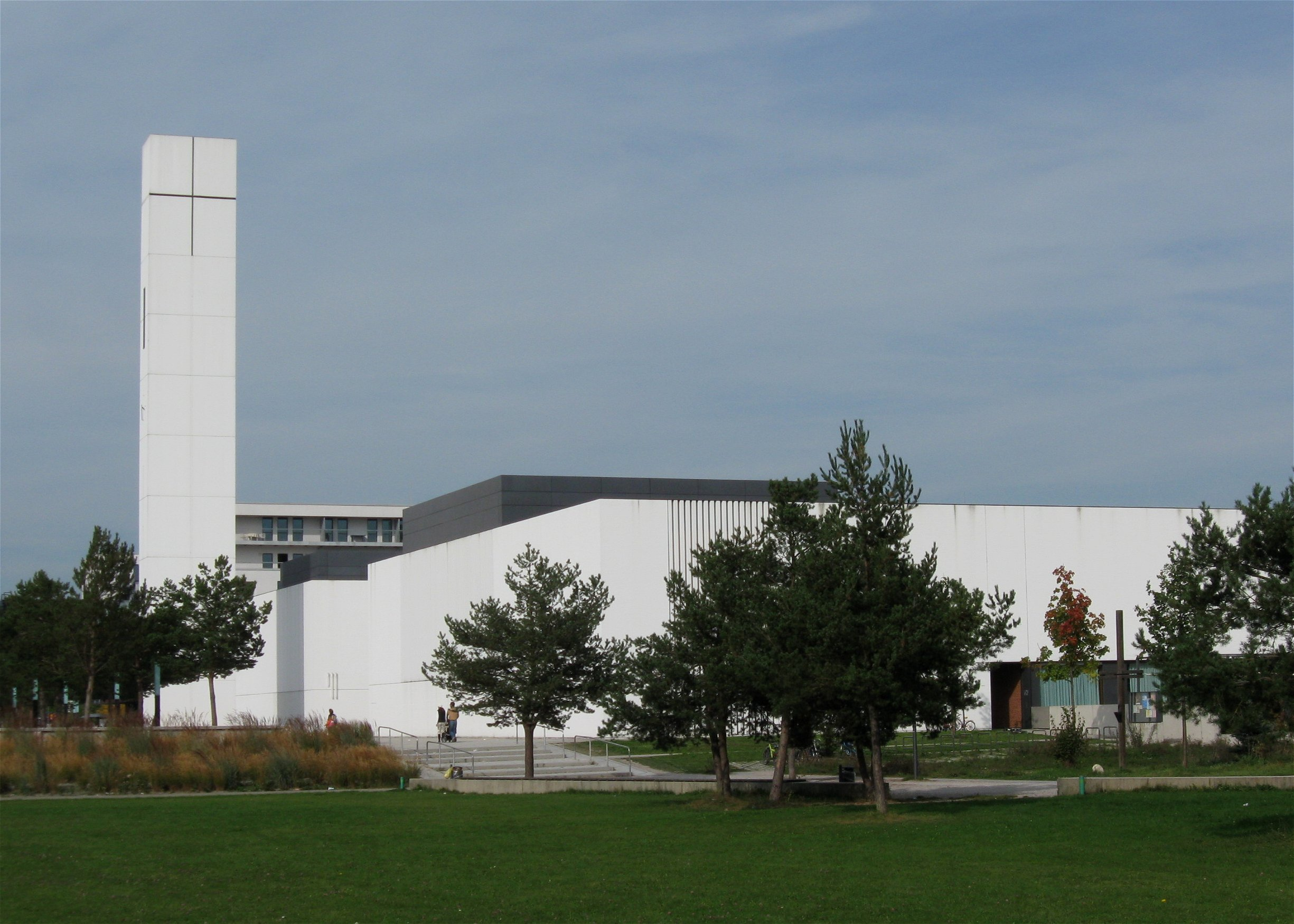
Kirchenzentrum Messestadt Riem

Im Westen der Messestadt wurde 2005 ein ökumenisches Kirchenzentrum mit der evangelischen Sophien- sowie der katholischen St. Florianskirche geweiht und eröffnet.

## Verkehrsanbindung

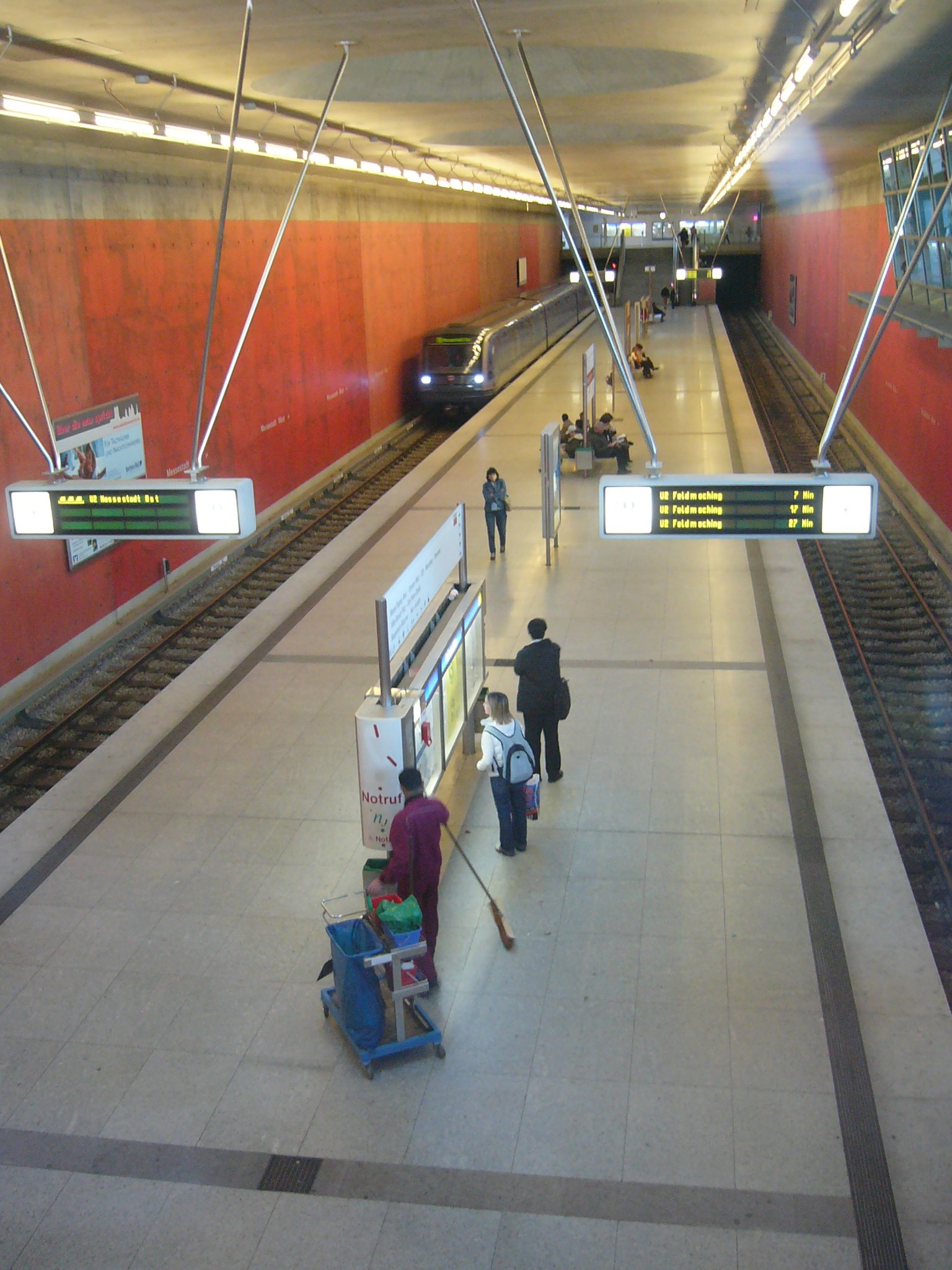
U-Bahnhof Messestadt West

Im öffentlichen Personennahverkehr ist die Messestadt mit den U-Bahnhöfen Messestadt West und Messestadt Ost der U-Bahn-Linie U2 sowie den Buslinien 139, 183, 186, 190, 234, 263, 264 und N74 an das Nahverkehrssystem der Stadt angeschlossen. Über einen Anschluss der S-Bahn München direkt an das Messegelände (Messestadt Nord) wird im Rahmen des Erdinger Ringschlusses diskutiert. Damit könnten deutlich kürzere Fahrzeiten zwischen Flughafen und Messestadt erzielt werden. Auch führt die A 94 im Norden an der Messestadt vorbei.
Koordinaten: 48° 8′ 10″ N, 11° 41′ 55″ O